# ファットスキー
ファットスキー (Fat Skis) は通常のスキー板よりもセンター幅を広くして非圧雪斜面を滑りやすくしたもの。
パウダースノー以外にも春のザラメ雪なども滑りやすくなっている。

## 概説
近年のパウダースノー人気の上昇と共に各メーカーから様々なモデルが発売されている。中にはサイドカットやキャンバーを通常と逆にした特殊なモデルや、太くなることで重量が増加する欠点を炭素繊維強化プラスチック等の軽量素材を使うことで解決しているモデルもある。センター幅によりセミファット、ファット、スーパーファットなどと分類されるが、明確には区別されていない。
年々センター幅が広がり続け、ついにはアルペン用スノーボードと変わらない程になったモデルも存在する。だが、あまりにも広すぎるセンター幅はパウダースノーでこそ有効に働くがコブ斜面やアイスバーンには全く歯が立たないので乗りこなすには非常に高い技術が求められる。大手メーカーから販売されているファットスキーでは満足できないスキーヤーが海外の小規模メーカー製のファットスキーを個人で輸入して使用する例も少なからず存在する。

## 分類
通常はスキー板中央部の最もくびれた部分の横幅＝「センター幅」で分類する。ただし明確な分類の基準がある訳ではなく、また時代と共に変遷をたどる可能性がある。一例として80 mm未満を通常のスキーとし、80 - 100 mm、100 - 120 mm、120 mm以上、という分類や、80 - 95 mm、95 - 110 mm、110 mm以上などといった目安で下記分類に対応させる場合がある。

### セミファット
ゲレンデスキーに近い操作感を実現するために比較的センター幅の広くないモデル。センター幅がさほど広くないために普通のゲレンデ用スキーから乗り換えた際に違和感が少ない。
比較的短いモデルが多く、センター幅がさほど広くないために絶対的にソール面積が足りずパウダーでの浮遊感は弱い。反面、アイスバーンやコブ斜面への対応が比較的容易であることから様々な状況に対応しなければならない山スキーなどでは好んで使われる。
センター幅の幅広化に伴い、数年前までファットと呼ばれていたモデルが今やセミファットと呼ばれるまでになってきている。

### スーパーファット
降雪後の非圧雪斜面を滑ることのみに特化したスキー、非常に広いセンター幅と比較的柔らかなフレックスが特徴である。この中には、前述のように通常のスキーと比較するとサイドカットやキャンバーを逆（トップ、テールよりセンター幅を太く、トップとテールがセンターより持ち上がっている）にしたモデルもある。
パウダーにおける浮遊感は絶大だが、圧雪斜面は滑れないことはない程度の性能であり、急斜面やコブ斜面、アイスバーンには全く不向きである。

### ロッカー形状
ファットスキーに分類される製品の中には、深雪での潜り込みを避けるため先端部30 - 40 cmほどの部分に登り勾配をつけてあるものが多い。これをロッカー形状と言い、さらに後端にも勾配を設けたものはツインロッカーと呼ぶ。
その他の分類ではパウダー板、BC板（バックカントリー）という分け方もあるが、これも明確な分類がある訳ではない。BC板と謳う製品の場合は軽量である・しなやかである（滑走に比べ硬い必要がない）という傾向がある。見かけの形状の差異はほとんど無いため、ネットショッピングなど実物の硬さを確認できずに購入する場合には注意が必要となる。

## ビンディング
センター幅が広いため通常よりも幅広なワイドブレーキを装着したビンディングを使用する。
極端に幅広な板にはブレーキが装着できないため、リーシュコードをブレーキの代わりに装着することになる。
ゲレンデ用スキーではほぼ必須になっているプレートは取り付けない。
パウダー専用として使う場合スキーセンターよりもビンディング取り付け位置を2 - 5 cm程度下げる場合が多い。特殊な例としてスキーに対して斜め方向に取り付けたり、インサイドエッジ側に寄せて取り付ける場合もある。
また、滑走よりも雪上歩行を主眼に置いたバックカントリーツアーでもファットスキーが用いられ、ブーツのつま先側を基点として踵側が浮き上がる構造のビンディングが製品化されている。テレマークスキー用の他、踵をスキー板に固定できる製品がある。